# Palystes convexus
Palystes convexus là một loài nhện trong họ Sparassidae.
Loài này thuộc chi Palystes. Palystes convexus được Embrik Strand miêu tả năm 1907.